# 埃托勒
埃托勒（法語：Étaules，法語發音：[etol]）是法国滨海夏朗德省的一个市镇，位于该省西部，属于罗什福尔区。

## 地理
埃托勒（45°43'56"N, 1°5'52"W）面积11.55 平方千米，位于法国新阿基坦大区滨海夏朗德省，该省份为法国西部滨海省份，北起旺代省，西临大西洋，南至吉倫特省，东南接多爾多涅省，东北接德塞夫勒省接壤，东临夏朗德省。
与埃托勒接壤的市镇（或旧市镇、城区）包括：阿韦尔、沙耶韦特、莱马特、瑟德尔河畔尼约勒、圣奥古斯坦。

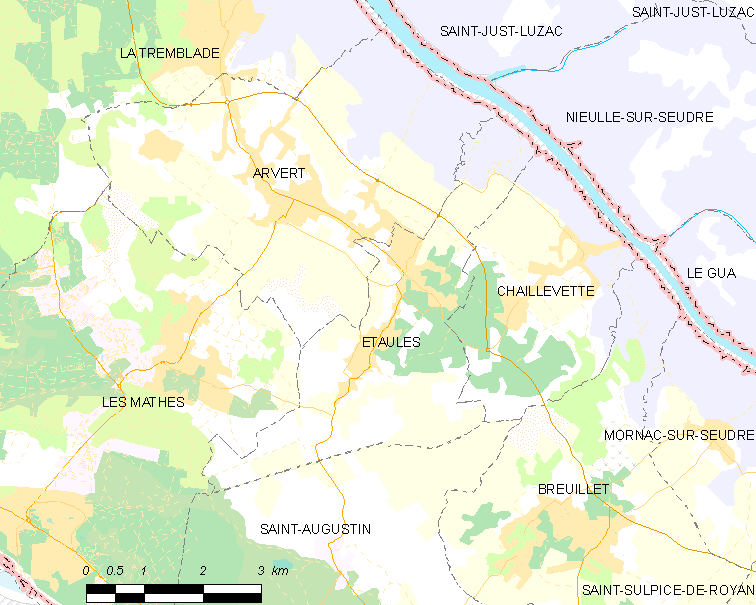
埃托勒的OSM定位图

埃托勒的时区为UTC+01:00、UTC+02:00（夏令时）。

## 行政
埃托勒的邮政编码为17750，INSEE市镇编码为17155。

## 政治
埃托勒所属的省级选区为拉特朗布拉德县。

## 人口

1962-2008年间埃托勒人口变化图示

埃托勒于2022年1月1日时的人口数量为2763人。